# Örby
Örby est un quartier d'Enskede-Årsta-Vantör à Stockholm en Suède.

## Situation
Örby est un quartier de Söderort situé à environ 5 km au sud de Gamla stan et à environ 3,6 km de Skanstull. Il borde les quartiers de Bandhagen, Stureby, Älvsjö, Örby slott, Högdalen et Hagsätra. 
Örby est délimité au nord-ouest par l'Huddingevägen, au nord-est par l'Örbyleden, au sud-est par Skebokvarnsvägen et au sud-ouest par Magelungsvägen.

## Services
Örby n'a pas de centre, mais les commerces et les services du quartier sont dispersés dans tout le quartier, principalement le long de Gamla Huddingevägen, bordée principalement d'immeubles residentiels du début du XXème siècle jusqu'aux années 1950. 
Le plus grand centre le plus proche se trouve à Högdalen.

## Transports en commun
Le quartier est aujourd'hui accessible par les trains de banlieue de Stockholm jusqu'à la gare d'Älvsjö, ou par la ligne T19 du métro de Stockholm jusqu'à Bandhagen ou Högdalen, ou par l'un des bus de Storstockholms Lokaltrafik: 161 (Bagarmossen-Gröndal), 163 (Kärrtorp-Sätra Industri), 165 (Liljeholmen-Farsta centrum), 173 (Skarpnäck-Skärholmen) et les bus de nuit 190 (Sergels torg-Farsta brin) et 195 (Sergels torg-Hagsätra), 164 (Älvsjö-Gullmarsplan).